# Pëtr Grigor'evič Demidov (1807-1862)
Pëtr Grigor'evič Demidov, (in russo: Пётр Григорьевич Демидов) (5 novembre 1807 – 14 aprile 1862), è stato un generale russo.

## Biografia
Era il secondogenito di Grigorij Aleksandrovič Demidov, e di sua moglie, Ekaterina Petrovna Lopuchina, figlia di Pëtr Vasil'evič Lopuchin e sorella di Anna Petrovna Lopuchina.

## Carriera
Nel 1825 entra a far parte con il grado di sottufficiale nel Reggimento di Cavalleria. Il 14 luglio dell'anno successivo venne promosso a cornetta. In occasione della sua partecipazione alla Rivolta di Novembre venne promosso al grado di tenente.
Il 1º luglio 1833 venne nominato aiutante di campo; nel 1835 venne promosso a tenente colonnello. Nel 1842 raggiunse il grado di colonnello. Il 3 aprile 1849 venne promosso a maggiore generale al seguito di Sua Maestà. Il suo più brillante periodo di esecuzione era il suo coinvolgimento nella campagna ungherese, nel 1849.
L'8 settembre 1855, fu nominato aiutante generale e per quell'occasione accompagnò l'imperatore Alessandro II a Mosca per la sua incoronazione.

## Matrimonio
Sposò, il 12 luglio 1835, Elizaveta Hikolaevna Bezobrazova (1813-22 maggio 1876). Ebbero tre figli:
- Nikolaj Petrovič (1836-1910);
- Ekaterina Petrovna (1838-?), sposò il principe Nikolaj Sergeevič Kudašev;
- Grigorij Petrovič (29 novembre 1840-1851/1852).

## Morte
Morì di tubercolosi il 14 aprile 1862.